# Ultima Generazione
Ultima Generazione (in inglese Last Generation, in tedesco Letzte Generation, in polacco Ostatnie pokolenie, in francese Derniere Renovation) è un gruppo di attivisti contro i cambiamenti climatici che ricorre a forme di azione diretta, fondato nel 2021 ed attivo soprattutto in Italia, Germania, Polonia, Francia e Canada. Il gruppo descrive sé stesso come una "coalizione di cittadini" ed ha scelto la sua denominazione considerando quella dei propri appartenenti come l'ultima generazione prima che si raggiungessero i punti di svolta nel sistema climatico terrestre. Il movimento austriaco di Ultima Generazione ha annunciato nell'agosto 2024 che avrebbe cessato le sue attività sotto quel nome.
Il gruppo ha messo in atto azioni di protesta di vario tipo, tra cui numerosi blocchi stradali e ha utilizzato vernice per macchiare dipinti famosi, edifici istituzionali e monumenti storici. In Germania le proteste si sono concentrate principalmente sull'uso dell'automobile e sulla politica del traffico, mentre in Italia hanno avuto per oggetto soprattutto edifici e beni culturali.
I metodi di protesta del gruppo hanno incontrato reazioni contrastanti da parte del pubblico, tra cui espressioni di indignazione e dichiarazioni di supporto e solidarietà da personaggi pubblici e politici.